# Rämeenniemi
Rämeenniemi är en ö i Finland. Den ligger i sjön Rotimojärvi och i kommunen Vieremä i den ekonomiska regionen  Övre Savolax ekonomiska region  och landskapet Norra Savolax, i den centrala delen av landet, 400 km norr om huvudstaden Helsingfors. Öns area är 1,6 hektar och dess största längd är 190 meter i sydöst-nordvästlig riktning.